# Economia d'Elx
L'economia d'Elx, ciutat valenciana de la comarca del Baix Vinalopó, es basa en l'activitat secundària, fonamentalment en la indústria del calçat.

## Sector primari
L'agricultura, que ha perdut pes últimament, continua sent un sector important que en els últims anys s'orienta cap a productes d'ús no alimentari, com per exemple vivers. Al voltant de la ciutat s'estenen trenta partides rurals poblades d'habitatges de labor i esbargiment. En aquesta zona agrícola, denominada el Camp d'Elx, es cullen magranes, figues, dàtils, cítrics, ametles, cotó i diverses hortalisses.

## Sector secundari
El sector econòmic per excel·lència és l'industrial i gira voltant del calçat i els seus productes intermediaris. A Elx es fabrica al voltant d'un 42 % del calçat produït a l'Estat espanyol i és un dels principals productors d'Europa. L'exportació de calçat il·licità contribueix notablement al fet que la província d'Alacant presente un dels millors saldos exportadors del país. Una gran part de les empreses del sector es concentren a l'àrea d'Elx Parc Empresarial, amb una superfície de més d'1.200.000 m². La resta del sector industrial és divers, on hi ha empreses de les indústries del metall, de la química i de la construcció, entre d'altres.

## Sector terciari
El comerç ocupa un 20 % de la població. La ciutat compta amb el Centre de Congressos Ciutat d'Elx, la Institució Firal Alacantina (IFA), on se celebra, entre altres esdeveniments, Expocalzado Internacional, que constitueix la principal fira del sector, i l'Aeroport d'Alacant-Elx en L'Altet. El turisme, amb poc pes respecte als altres sectors econòmics i molt més modest que el d'altres municipis de la província, té com a principals bases el seu conegut palmerar, el seu nucli antic, el Misteri d'Elx (representat a la Basílica de Santa Maria), i les platges del seu terme municipal.
Institució Firal Alacantina

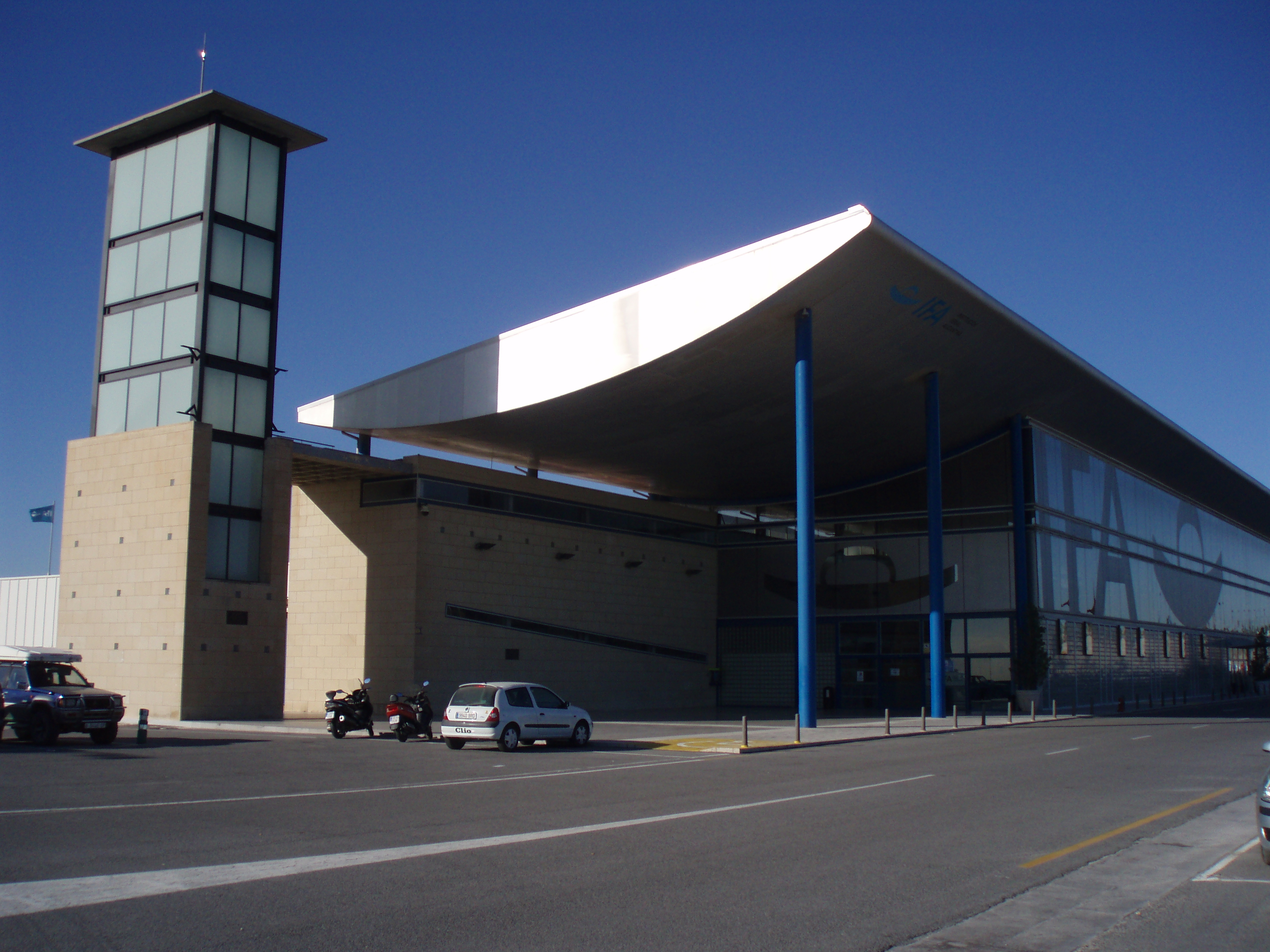
La Institució Firal Alacantina (IFA).

La Institució Firal Alacantina (IFA) està situada a Torre del pla, pedania pertanyent a Elx i al sud-oest de la ciutat d'Alacant, prop de l'Aeroport d'Alacant-Elx. Compta amb dos pavellons d'ús múltiple de 26.500 m² i amb 5.000 places d'aparcament. En l'actualitat es troba en fase d'ampliació, amb un palau multifuncional projectat de capacitat per 8.500 persones condicionat per albergar tot tipus d'esdeveniments, des de concerts, obres teatrals i esdeveniments esportius fins al seu ús per a exposició de la mateixa fira. A més, el recinte disposarà d'un centre de convencions de 21.200 m².
Centres Comercials
El 1983 es va obrir el Centre Comercial Continente (actualment Carrefour) d'Elx, que seria el primer a la ciutat encara que únicament comptava amb l'hipermercat i el restaurant Nostrus. Dotze anys després, en 2003, s'inauguraria el segon centre comercial de la ciutat anomenat L'Aljub. Aquest compta amb dues plantes on s'instal·len l'hipermercat Eroski, onze sales de cinema, nombroses tendes de roba, algunes cadenes de menjar ràpid com McDonald's, Kentucky Fried Chicken o Pans & Company i locals d'oci, com una bolera; així, Elx es va convertir en una ciutat de serveis. El 2007, van arribar El Corte Inglés i Hipercor de la mà del Centre Comercial Ciutat d'Elx inaugurat per Francesc Camps, mentre que al Centre Comercial El Sauce (ampliació del Centre Comercial Carrefour) es gestaven un Media Markt, Toys "R" Us o Decathlon, entre altres botigues, per donar forma al centre comercial que és hui, tots ells situats a l'extrem occidental de la ciutat.